# John McCracken
Pour les articles homonymes, voir McCracken.
John McCracken, né le 9 décembre 1934 à Berkeley en Californie et mort le 8 avril 2011 à New York, est un artiste minimaliste américain. 

## Biographie
Après avoir d'abord commencé une carrière picturale, dans le sillage de l'expressionnisme abstrait, il opte, au début des années 1960,  pour des formes géométriques simples, en particulier des colonnes monochromes constituées de planches de bois aux couleurs vives, qui deviendront sa signature à partir de 1966.
En Europe, son œuvre a été exposée à la galerie Froment Putman (cofondée par Cyrille Putman et Almine Rech) à Paris en 1991 et en 1996, puis à la galerie Almine Rech en 2000 ainsi que dans diverses expositions de groupe.

## Œuvre
Ses œuvres figurent notamment dans les collections de l'Art Institute of Chicago (Red Plank, 1969), du MoMA de New York (The Absolutely Naked Fragrance, 1967) et du Musée d'art contemporain de San Diego (Nine Planks IV, 1974). La première exposition de son travail en Europe est organisée à Turin de février à juin 2011.